# Trà Ka
Trà Ka is een xã in het district Bắc Trà My, een van de districten in de Vietnamese provincie Quảng Nam.
De Ho Chi Minh-weg gaat door Trà Ka.